# Редіул-де-Сус
Редіул-де-Сус (рум. Rediul de Sus) — село у Фалештському районі Молдови. Входить до складу комуни, адміністративним центром якої є село Албінецул-Векі.

## Населення
За даними перепису населення 2004 року у селі проживали 114 осіб.
Національний склад населення села:
| Національність       | Кількість осіб | Відсоток |
| -------------------- | -------------- | -------- |
| молдавани            | 112            | 98,2%    |
| інша / без відповіді | 2              | 1,8%     |
| Всього               | 114            | 100%     |